# Michael Daugherty
Michael Kevin Daugherty (Cedar Rapids, 28 avril 1954) est un compositeur, pianiste et professeur américain. Il est influencé par la culture populaire, le romantisme et le postmodernisme. Daugherty est l'un des plus joués des compositeurs américains de musique de concert de sa génération. Les œuvres remarquables de Daugherty son Superman inspirés des comics, Metropolis Symphony pour orchestre (1988-1993), Dead Elvis pour basson et Ensemble de chambre (1993), Jackie O (1997), Niagara Falls pour orchestre symphonique (1997), OVNI pour percussion solo et orchestre (1999) et pour orchestre symphonique (2000), Cloches pour Stokowski de Philadelphia Stories pour orchestre (2001) et pour orchestre de cuivres (2002),  Fire and Blood pour violon et orchestre (2003), inspirée de Time Machine Diego Rivera et Frida Kahlo, pour trois chefs d'orchestre et orchestre (2003), Ghost Ranch pour orchestre (2005) et Deus ex Machina pour piano et orchestre (2007). Daugherty est décrit par The Times de Londres comme « un maître de la fabrication d'icône » doué d'une « imagination de franc-tireur, d'un intrépide sens structurels et d'une oreille méticuleuse ».
Daugherty est professeur de composition à l'université du Michigan à Ann Arbor. La musique de Michael Daugherty est publiée par Peermusic Classical, Boosey & Hawkes et depuis 2010, par Michael Daugherty Music/Bill Holab Music.

## Biographie

### Formation

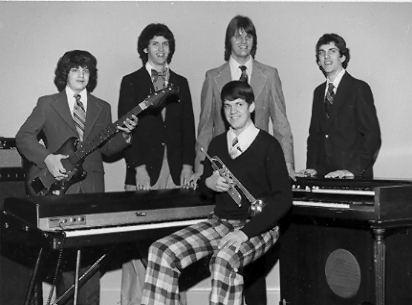
Les frères Daugherty en 1973 : (de gauche à droite) Tom, Pat, Michael, Tim et Matt.

Michael Daugherty naît dans une famille de musiciens, à Cedar Rapids, Iowa. Son père, Willis Daugherty (1929–2011) était batteur de jazz et de musique country et western ; sa mère Evelyn Daugherty (1927–1974) était une chanteuse amateur et sa grand-mère, Joséphine Daugherty (1907–1991) était pianiste pour un film muet. Les quatre frères cadets de Daugherty sont tous des musiciens professionnels : Pat Daugherty (né en 1956), Tim Daugherty (né en 1958), Matt Daugherty (né en 1960) et Tommy D. Daugherty (né en 1961).
Les centres d'intérêts de la modeste maison Daugherty à Cedar Rapids, sont, un piano mécanique, une télévision et un lecteur de disques. À l'âge de huit ans, Daugherty apprend seul à jouer du piano en actionnant les pédales d'un piano mécanique et en regardant bouger les touches, sur des chansons dans le style populaire de Tin Pan Alley, telles qu’Alexander's Ragtime Band. La musique est une activité importante dans la famille Daugherty, surtout pendant les vacances lorsque les parents acceptent de participer à des jam-sessions de chansons populaires, avec notamment Misty et Sentimental Journey. En outre, la famille Daugherty se rassemble devant la télévision en soirée, pour regarder les variétés populaires, tels que The Ed Sullivan Show, The Jackie Gleason Show et The Tonight Show Starring Johnny Carson. La collection de disques de la maison se compose principalement de musique « easy listening » des années 1950 et de la musique de théâtre de Broadway.
Au cours de ses années de développement, la mère de Daugherty l'a encouragé à peindre, à dessiner des bandes dessinées, des claquettes, et jouer au basket-ball et de son père et de son oncle Danny Nicol lui a appris à jouer du rock et du jazz à la batterie. De 1963 à 1967, Daugherty joue de la grosse caisse dans l'ensemble de cuivre Emerald Knights (basé à Cedar Rapids) et du tam-tam dans le Drum and Bugle Corps, où il participe au joutes avec d'autres corps de tambours et clairons à travers les petites villes du Midwest. Au cours de ces années, Daugherty est employé comme livreur pour le quotidien The Des Moines Register à travers son quartier et au Mercy Hospital, de Cedar Rapids.
Voyager est un passe-temps important pour la famille Daugherty. Ils empruntent souvent la route des voyages d'été des deux d'autoroutes vers des lieux touristiques, notamment le Mont Rushmore, les chutes du Niagara et Miami Beach. En 1964, toute la famille passe deux semaines de vacances à Londres, où The Beatles et Jimi Hendrix sont à la hauteur de leur renommée et Carnaby Street est à l'époque, à la pointe de la culture pop et de la mode – au cœur du Swinging Sixties.
L'Amérique des années soixante est dans un moment de grande agitation politique et de transformation sociale. Cela produit un grand impact sur le jeune Daugherty. Les manifestations des droits civiques pour l'égalité raciale et l'intégration et les manifestations contre la guerre du Vietnam sont en 1970, chaque jour de plus en communes dans l'Iowa, en particulier autour de l'Université de l'Iowa
De 1968 à 1972, Daugherty est chef d'orchestre, arrangeur et organiste du groupe de rock, de soul et funk de son lycée, The Soul Company. Le groupe joue divers hit-parade du label Motown et la musique de James Brown, Blood, Sweat and Tears et Sly and the Family Stone. L'accès aux partitions musicales étant presque impossible, Daugherty apprend à transcrire  à main la musique, en écoutant les enregistrements. Avec l'aide de son père, qui conduit le groupe à travers l'État, The Soul Company est localement populaire qui se produit dans les bals de lycées et autres événements.
Pendant ces mêmes années, Daugherty est également pianiste accompagnateur pour le chœur de concert du lycée Washington (Washington High School Concert Choir), soliste interprète de piano jazz dans des night-clubs et des salons et apparaît à la télévision locale en tant que pianiste pour le pays et l'ouest du Dale Thomas Montrer. Daugherty interviewe des artistes de jazz qui se produit en Iowa, notamment Buddy Rich, Stan Kenton, George Shearing et Rahsaan Roland Kirk et rédige des articles sur leur musique, pour le journal de l'école. Pendant les étés, de 1972 à 1977, Daugherty joue l'orgue Hammond dans les foires agricoles à travers le Midwest, accompagnant divers vedettes de la musique populaire, telles que Bobby Vinton, Boots Randolph, Pee Wee King et les membres de The Lawrence Welk Show.

### Éducation aux États-unis et en Europe
De 1972 à 1976, Daugherty étudie la composition musicale et le jazz à l'université du Nord du Texas. Ses professeurs de composition sont Martin Mailman et James Sellars. Daugherty joue également du piano jazz dans le Two O'Clock Lab Band, formation de la division des études de jazz du College of Music de l'université. Après avoir entendu l'Orchestre symphonique de Dallas interpréter le Concerto pour piano de Samuel Barber, Daugherty décide de consacrer son énergie vers la composition de musique destinée au concert. En 1974, le chef d'orchestre Anshel Brusilow programme une nouvelle œuvre avec l'orchestre symphonique de l'Université North Texas — Daugherty est âgé de vingt ans. Après la première de Mouvements pour orchestre, la faculté de composition décerne à Daugherty une bourse lui permettant de poursuivre ses études musicales à l'université. En 1976, Daugherty reçoit un Baccalauréat en musique en composition de l'Université North Texas.
La même année, Daugherty s'installe à New York pour faire l'expérience de éclatante nouvelle scène musicale. Il étudie le sérialisme avec Charles Wuorinen à l'École de Musique de Manhattan pendant deux ans et obtient son diplôme de maîtrise en composition en 1978. Pour financer ses études, Daugherty est employé comme placier au Carnegie Hall et pianiste répétiteur pour les cours de danse, dirigés le danseur Jacques d'Amboise du New York City Ballet.

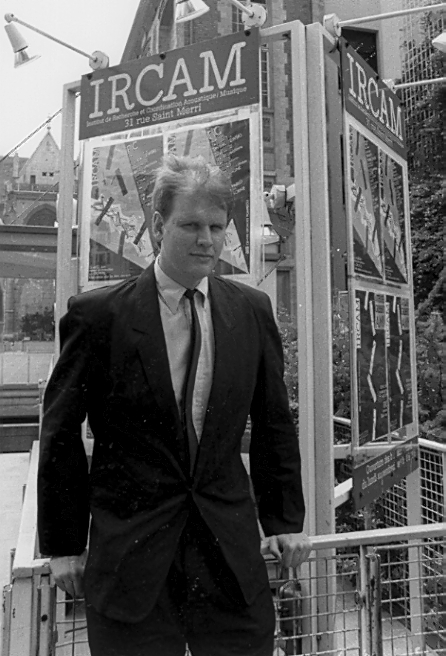
Daughterty à l'IRCAM (1979)

Daugherty fréquente fréquemment les concerts de musique des quartiers-chics du centre-ville de New York ; c'est là qu'il fait connaissance avec des compositeurs tels que Milton Babbitt, Morton Feldman et Pierre Boulez. En 1978, Boulez, alors directeur musical de l'orchestre philharmonique de New York, invite Daugherty à postuler à l'institut de musique électronique de Paris, l'IRCAM (Institut de Recherche et Coordination Acoustique/Musique). Une Bourse Fulbright permet à Daugherty de se rendre à Paris pour étudier l'informatique musicale à l'IRCAM, dès 1979-1980. Pendant sa période à l'IRCAM, il rencontre de nombreux compositeurs, tels que Luciano Berio, Gérard Grisey, Tod Machover et Frank Zappa. Daugherty à l'occasion d'entendre de la musique contemporaine par les plus grands compositeurs Européens du moment, interprétés par l'ensemble L'Itinéraire et par l'Ensemble InterContemporain de Pierre Boulez. Il participe également aux classes d'analyse dispensées par Betsy Jolas au Conservatoire de Paris.
À l'automne 1980, Daugherty retourne aux États-Unis pour poursuivre ses études et préparer son doctorat en composition à la Yale School of Music. Pendant ce temps, Jacob Druckman (l'un des compositeurs américains les plus influents du temps) est président du département de composition à Yale et compositeur en résidence de l'orchestre philharmonique de New York. Daugherty étudie avec Druckman et d'autres gagnant compositeurs nanti d'un prix Pulitzer à Yale, notamment Bernard Rands et Roger Reynolds. Il étudie également les systèmes de notation d'improvisation et la forme ouverte avec la musique expérimentale du compositeur Earle Brown. La classe de composition de Daugherty à l'université Yale, comprend quelques étudiants compositeurs qui plus tard, allaient devenir d'importants et uniques voix dans la musique contemporaine : les compositeurs de Bang on a can : Michael Gordon, David Lang et Julia Wolfe ; avec Robert Beaser, Aaron Jay Kernis, Scott Lindroth et Betty Olivero.
À Yale, Daugherty écrit sa thèse portant sur la relation entre la musique de Charles Ives et Gustav Mahler et les écrits de Goethe et de Ralph Waldo Emerson. Sur cette thèse, il travaille en étroite collaboration avec John Kirkpatrick, qui était le commissaire de la collection Ives de l'université de Yale et avait donné en 1938, la première de la Sonate pour Piano n° 2 « Concord Sonata » de Ives. Daugherty poursuit également son intérêt pour le jazz et il travaille avec Willie Ruff, professeur et chef du Yale Jazz Ensemble. C'est Ruff qui a introduit Daugherty auprès de l'arrangeur de jazz, Gil Evans, qui, à l'époque, était à la recherche d'un assistant. Les années suivantes, Daugherty voyage en train de New Haven aux  studio privé de Gil Evans à Manhattan. Daugherty aidant Evans à organiser ses manuscrits musicaux et à terminer ses projets. Les plus notables de ces réalisations est la reconstruction des arrangements perdus de Porgy and Bess, initialement utilisée pour l'enregistrement de 1958 avec Miles Davis.
Au cours de l'été 1981, Daugherty étudie la composition avec le compositeur, lauréat du Prix Pulitzer, Mario Davidovsky à Tanglewood, qui, à l'époque, avait la réputation d'être un bastion de la musique atonale et abstraite. C'est à Tanglewood que Daugherty a rencontré le compositeur et chef d'orchestre Leonard Bernstein. Après avoir entendu la musique de Daugherty à Tanglewood, Bernstein encourage Daugherty à sérieusement envisager l'intégration de la musique populaire américaine à la musique de concert. Au début des années 1980, l'attitude populiste de Bernstein est rarement partagée par les critiques qui ont favorisé la musique de concert contemporaine « sérieuse ».
Pendant l'été suivant, en 1982, Daugherty se rend en Allemagne, pour assister au cours de la Darmstädter Ferienkurse (cours d'été des nouvelles musique). Darmstadt était l'un des principaux centres de musique contemporaine en Europe, où l'esthétique musicale de Theodor W. Adorno, étaient encore d'une grande influence. Daugherty assiste aux conférences données par des compositeurs, notamment Brian Ferneyhough et Karlheinz Stockhausen et aux concerts du Quatuor Arditti. C'est à Darmstadt que Daugherty rencontre son ami, le  trompettiste Markus Stockhausen, fils de Karlheinz. Ensemble, ils forment un ensemble d'improvisation expérimental — Markus Stockhausen à la trompette, à l'électronique et Daugherty aux synthétiseurs. Pendant plusieurs années l'ensemble se produit dans des salles de concerts et clubs à travers l'Europe.

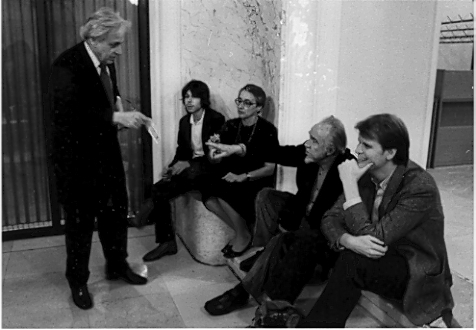
De gauche à droite : György Ligeti, Lukas Ligeti, Vera Ligeti, Conlon Nancarrow et Michael Daugherty aux Journées mondiales de la musique de l'ISCM, à Graz, en Autriche (1982)

À l'automne 1982, Michael Daugherty est invité par le compositeur György Ligeti pour étudier la composition avec lui, à la Hochschule für Musik und Theater de Hambourg. En plus d'assister au séminaire de composition de Ligeti (qui a lieu dans son appartement à Hambourg), Daugherty voyage avec Ligeti pour assister à des concerts et des festivals de musique partout en Europe. À l'époque, Ligeti s'intéresse à la musique de Conlon Nancarrow, qui vit dans l'isolement à  Mexico et composé des musiques complexes polyrythmique pour pianos mécaniques. Le piano mécanique (désormais ancien) était un instrument de musique familier et nostalgique pour Daugherty. Michael Daugherty rencontre Nancarrow à Graz, en Autriche, alors que Ligeti introduit la musique de Nancarrow à l'intelligentsia Européenne au SIMC (Société Internationale pour la Musique Contemporaine) pendant les Journées mondiales de la musique en 1982. Pendant les deux années suivantes (1983-1984), Daugherty continue ses études avec Ligeti et est employé en tant que pianiste de jazz soliste, dans les night clubs à Cambridge, en Angleterre et à Amsterdam. Pour créer une musique « originale », Ligeti encourage et inspire Daugherty à trouver de nouvelles façons d'intégrer l'informatique musicale, jazz, rock et musique populaire américaine avec la musique de concert. À l'automne 1984, Daugherty retourne aux États-Unis et consacre sa carrière à cette tâche.

## Enseignement
Michael Daugherty est un éducateur actif auprès des jeunes compositeurs et défenseur de la musique contemporaine. En tant que professeur de composition assistant au Conservatoire d'Oberlin (1986-1991), Daugherty organise la résidences de compositeurs invités, avec des concerts de leur musique : Luciano Berio, John Harbison, Christopher Rouse, Roger Reynolds, Kenneth Gaburo, Morton Subotnick, Herbert Brun et Salvatore Martirano. Daugherty  organise également en 1988, un festival électronique, qui a lieu à l'Oberlin et met en vedette la musique de plus de 50 compositeurs. À l'Oberlin, Daugherty (jouant du synthétiseur) a également joué et enregistré avec le trompettiste de jazz, Donald Byrd qui y a enseigné entre 1987 et 1989.
En 1991, Daugherty est invité à se joindre à la faculté de composition à l'école de musique de l'Université du Michigan (Ann Arbor), remplaçant le lauréat du Prix Pulitzer et compositeur Leslie Bassett, prenant sa retraite après quanrante ans de service à l'université. Daugherty est coprésident du département composition, avec le compositeur William Bolcom de 1998 à 2001 et président de ce même département, de 2002 à 2006. En tant que professeur de composition à l'Université du Michigan, Michael Daugherty est et continue d'être le mentor de plusieurs des plus talentueux jeunes compositeurs d'aujourd'hui, nombreux ceux qui ont été reconnus par l'Académie américaine des arts et des lettres, ont remporté le prix des compositeurs de l'IMC et de l’ASCAP et ont reçu des commandes d'importants orchestres, ensembles de vents et des ensembles de musique de chambre, comme l'ensemble Eighth Blackbird, le Kronos Quartet, et Dogs of Desire. Parmi d'autres, ces compositeurs sont : Richard Adams, Stacy Garrop, Derek Bermel, Gabriela Lena Frank, D. J. Sparr, Joel Puckett, David Little, Roshanne Etezady, Armando Bayolo, Kristen Kuster, Andrew Bishop, Daniel Roumain, Felicia Sandler, Stephen Newby, Carter Pann, Alexandra Vrebalov, Ian Dicke, Elizabeth Kelly, Joshua Penman, David Schober, Kevin Castors, James Lee III, Alexis Bacon, William Zuckerman, Matthieu Tommasini, Manly Romero, et David Maki. Beaucoup des anciens élèves de  Daugherty sont aussi professeurs de composition dans les grandes universités et écoles de musique à travers l'Amérique et à l'étranger, notamment Daniel Thomas Davis, Ian Dicke, Christopher Dietz, Arlene Sierra, David Biedenbender et Andrea Reinkemeyer.
À l'Université du Michigan, Daugherty organise également des résidences de compositeurs invités, avec des concerts de leur musique ; il s'agit de Henryk Górecki, Louis Andriessen, Michael Colgrass, David Lang, Tania Leone, Michael Torke, Jeanne Tower, Betsy Jolas et György Ligeti. Il y compose également de nombreuses nouvelles œuvres, notamment Niagara Falls (1997) et Bells for Stokowski (2002), pour l'ensemble symphonique de l'Université du Michigan et ses deux plus récentes chefs d'orchestre, H. Robert Reynolds (en poste de 1975-2001) et Michael Haithcock (à la direction depuis 2001).
Daugherty organise un festival de trois jours historique et une conférence intitulée « ONCE. MORE. », tenu du 2 au 4 novembre 2010 au Rackham Auditorium, du campus de l'Université du Michigan. Pour la première fois en cinquante ans, les compositeurs Robert Ashley, Gordon Mumma, Roger Reynolds et Donald Scarvada sont retournés à Ann Arbor pour participer à des concerts mettant en vedette leurs dernières compositions et leurs anciennes œuvres révolutionnaires, le tout inspiré du festival « ONCE » original qui s'est tenu à Ann Arbor, dans les années 1960.
Daugherty a été membre de jurys, pour la finale du prix des compositeurs de la Broadcast Music Incorporated (IMC), du concours international des compositeurs Gaudeamus, et pour le prix Elaine Lebenborn pour les femmes compositeurs du Detroit Symphony Orchestra. Il est également membre de la National Endowment for the Arts et de Meet the Composer. Daugherty a servi de compositeur mentor, pour des séances de lecture de jeune compositeurs de musique, pour des organisations telles que l'American Composers Orchestra, le Minnesota Composers Orchestra, le festival de musique contemporaine Cabrillo (à Santa Cruz), Omaha Symphonie et l'institut des jeunes compositeur de Apeldoorn aux Pays-Bas.
Daugherty est un actif en tant que défenseur de la musique nouvelle, avec de nombreux orchestres à travers toute l'Amérique. Il a été compositeur en résidence au Louisville Orchestra (2000), au Detroit Symphony Orchestra (1999-2003), au Colorado Symphony Orchestra (2001-2002), au festival de musique contemporaine Cabrillo (2001, 2006, 2011), Orchestre symphonique de Westshore (Tampa, 2005-06), l'Eugene Symphony (2006), à l'Institut d'été Henry Mancini (2006), au Angel Fire Chamber Music Festival (2006), au Pacific Symphony (2010), à l'Orchestre symphonique de Chattanooga (2012), au New Century Orchestra (2014) et à l'Albany Symphony (2015).
Daugherty est fréquemment compositeur invité des universités et des écoles de musique américaines, où il donne des classes de maître sur sa musique et travaille avec de jeunes compositeurs et des ensembles d'étudiants. Les établissements d'enseignement supérieur qui ont invité Daugherty comprennent, notamment l'Université du Texas à Austin, l'Université du Colorado à Boulder, l'Université Rice, la Northwestern University, l'université de Syracuse, l'Université de l'Indiana, l'Université de l'Iowa, l'Université du Nord du Texas, l'Université Vanderbilt, l'Université d'État de Louisiane, l'université d'État des Appalaches, l'université de  du Sud de la Californie, l'Eastman School of Music, The Hartt School of Music, la Juilliard School et le conservatoire de musique de l'Université de Shenandoah à Winchester.
En 2001, Daugherty est invité à présenter sa musique avec des concerts de l'orchestre de cuivres de l'Air Force à la Clinique Midwest The Midnight Special à Chicago. Daugherty participe fréquemment au festival de Ravinia, également dans la région de Chicago où est développé un programme de sensibilisation qui vise à promouvoir et à encourager la nouvelle musique dans les ensembles d'étudiants au sein des écoles publiques de Chicago. Daugherty continue de travailler avec de nombreux orchestres de jeunes et ensembles à vents à travers le pays.

### Prix et honneurs
Daugherty a reçu de nombreux prix, distinctions et bourses pour sa musique, notamment : le prix Freidheim du Kennedy Center (1989) pour ses compositions Snap! et Blue Like an Orange, la bourse Goddard Lieberson de l'Académie américaine des arts et des lettres (1991), les bourses de recherche de la National Endowment for the Arts (1992), de la Fondation Guggenheim (1996) et le prix Stoeger de la Société de musique de chambre du Lincoln Center (2000). En 2005, Daugherty a reçu le prix compositeur de l'orchestre symphonique de Lancaster et en 2007, le prix de l'Orchestre symphonique du  Delaware, Daugherty étant sélectionné comme vainqueur du prix Alfred I. duPont. Également en 2007, Daugherty est nommé « Remarquable compositeur de musique classique » aux Detroit Music Awards et a reçu le prix de l'association Ostwald des chefs de musique American pour sa composition Raise the Roof pour timbales et Symphonic Band. L'œuvre, Metropolis Symphony de Daugherty et son concerto pour piano Deus ex Machina, enregistrées par le Nashville Symphony, remporte en 2011, trois Grammy Awards dans les catégories de meilleure composition contemporaine classique, meilleure interprétation orchestrale et meilleure conception d'Album classique. En 2017, Daugherty a reçu trois autres Grammy Awards dans les catégories meilleure composition contemporaine classique, meilleure recueil classique et meilleure création instrumentale contemporaine classique soliste (Zuill Bailey) enregistré avec le Nashville Symphony, pour de Contes de Hemingway pour violoncelle et orchestre, American Gothic, pour orchestre, et Once Upon a Castle pour orgue et orchestre.

## Discographie
| contenu | référence                      | genre                                                        |
| --- | ------------------------------ | ------------------------------------------------------------ |
| Daugherty, M.: le Feu et le Sang / MotorCity Triptyque / Soulever le Toit (Kavafian, B. Jones, Detroit Symphony, N. Jarvi)                                               | Naxos 8.559372                 | Orchestre                                                    |
| Daugherty, M.: Métropole Symphony / Deus ex Machina (T. Wilson, Nashville Symphony, Guerrero)                                                                            | Naxos 8.559635                 | Orchestrales, Concertos                                      |
| Daugherty, M.: le Mont Rushmore / Radio City / L'Evangile Selon Sœur Aimee (P. Jacobs, Pacifique Choral, Pacific Symphony, Saint-Clair)                                  | Naxos 8.559749                 | Chorale Laïque, Orchestre, Ensemble À Vent/Groupe De Musique |
| Daugherty, M.: Philadelphie, d'Histoires d'OVNI (Glennie, Colorado Symphony, Alsop)                                                                                      | Naxos 8.559165                 | Orchestre                                                    |
| Daugherty, M.: Route 66 / Ghost Ranch / Coucher de soleil / tranche de Temps de la Machine (Bournemouth Symphony, Alsop, Mei-Ann Chen, L. Jackson)                       | Naxos 8.559613                 | Orchestre et musique de chambre                              |
| Daugherty, M.: Sunset Strip / Williams, J.: Escapades / Rorem, N.: les Lions / Rouse, C.: Friandises (Marsalis, North Carolina Symphony, Llewellyn)                      | BIS BIS-SACD-1644              | Orchestre                                                    |
| Daugherty, M.: les Contes d'Hemingway / American Gothic / il était une Fois Un Château (Bailey, P. Jacobs, Nashville Symphony, Guerrero)                                 | Naxos 8.559798                 | Concertos, orchestre                                         |
| Lies, B.: Passacaglia / Persichetti, V.: Symphonie n° 4 / Daugherty, M.: les Anges de l'Enfer (American Contrastes) (Oregon Symphony, DePreist)                          | Delos DE3291                   | Orchestrale Ou Instrumentale                                 |
| MACKEY, J.: Étrange Humeurs / Daugherty, M.: gueulante / Pont de Brooklyn / Syler, J.: Le Chien du Ciel (Rutgers Ensemble à Vent, Berz)                                  | Naxos 8.572529                 | Concertos                                                    |
| Rouse, C.: le Loup Tours / Daugherty, M.: Échelle à la Lune / Maslanka, D.: Concerto pour Trombone (Université de Miami le Gel de l'Ensemble Vent)                       | Naxos 8.572439                 | Orchestre                                                    |
| Histoire de Naxos (La) - La Bande-son | Naxos Projets Spéciaux 9.00124 | Orchestre                                                    |
| Orchestre d'harmonie de la Musique - Daugherty, M. / Burritt, M. / Gillingham, D. (Synergie) (John B. Yeh, Columbus de l'Université d'État de l'Ensemble Vent, Rumbelow) | Naxos 8.572319                 | Concertos                                                    |